# Възнаграждение за страха
„Възнаграждение за страха“ (на френски: Le salaire de la peur) е френско-италиански филм, приключенски трилър от 1953 година на режисьора Анри-Жорж Клузо по негов сценарий в съавторство с Жером Жероними, по едноименния роман на Жорж Арно. Главните роли се изпълняват от Ив Монтан, Шарл Ванел, Петер ван Айк, Фолко Лули.

## Сюжет
В центъра на сюжета са група чужденци в изолирано градче в Латинска Америка, които трябва спешно да прекарат през планините два необезопасени камиона с експлозиви.

## В ролите
| Актьор        | Роля         |
| ------------- | ------------ |
| Ив Монтан     | Марио        |
| Шарл Ванел    | Джо          |
| Петер ван Айк | Бимба        |
| Фолко Лули    | Луиджи       |
| Вера Клузо    | Линда        |
| Уилям Табс    | Бил О'Брайън |
| Дарио Морено  | Ернандес     |

## Награди и номинации
„Възнаграждение за страха“ донася международна известност на Анри-Жорж Клузо и Ив Монтан и получава „Златна мечка“ на Берлинския кинофестивал, Голямата награда на Кинофестивала в Кан и наградата на БАФТА за най-добър филм.